# Vigintiljard
Vigintiljard är talet 10123 i tiopotensnotation, och kan skrivas med en etta följt av 123 nollor, alltså
1 000 000 000 000 000 000 000 000 000 000 000 000 000 000 000 000 000 000 000 000 000 000 000 000 000 000 000 000 000 000 000 000 000 000 000 000 000 000 000 000 000.
Ordet vigintiljard kommer från det latinska prefixet viginti- (tjugo) och med ändelse från miljard.
En vigintiljard är lika med en miljon novemdeciljarder eller en miljondel av en unvigintiljard.
En vigintiljarddel är 10−123 i tiopotensnotation.